# Eurostep
Eurostep (European Solidarity Towards Equal Participation of People) est un réseau d'organisations non-gouvernementales de développement indépendantes. Elles œuvrent en faveur de la paix, la justice et l'égalité dans un monde sans pauvreté. Les membres d'Eurostep, chacun ancré dans sa société, travaillent ensemble pour influencer le rôle de l'Europe dans le monde, avec pour objectif principal l'éradication de l'injustice et de la pauvreté.

Eurostep plaide en faveur d'un changement des politiques européennes de développement et de leurs pratiques, basé sur les perspectives tirées des expériences de ses membres et partenaires activement engagés dans plus de cent pays en développement.
Les membres du réseau sont principalement des ONG telles Alliance Sud (Suisse), ACSUR Las Segovias (Espagne), CFSI (France), Concern (Ireland), Deutsche Welthungerhilfe (Allemagne), FDSC (Roumanie), KEPA (Finlande), Hivos (Pays-Bas), Mani Tese (Italie), Marie Stopes International (Royaume-Uni), Mellemfolkeligt Samvirke (Danemark), Network of East West Women (Pologne), OIKOS (Portugal), Oxfam Novib (Pays-Bas), People in Need (République Tchèque), Sloga (Slovenie), SNV (Pays-Bas), Terre des hommes (Allemagne) et 11.11.11 (Belgique).